# Westhofener Kreuz
Das Westhofener Kreuz ist ein Autobahnkreuz in Nordrhein-Westfalen in der Metropolregion Rhein-Ruhr. Es verbindet die Bundesautobahn 1 (Heiligenhafen – Köln – Saarbrücken; E 37) mit der Bundesautobahn 45 (Sauerlandlinie; E 41).

## Geografie
Das Autobahnkreuz liegt auf dem Stadtgebiet von Schwerte im Kreis Unna, an der Stadtgrenze zu Dortmund. Nächstgelegene Stadtteile sind das namensgebende Westhofen, Wandhofen und Holzen-Rosen, zu Schwerte gehörig, sowie Holzen und Syburg-Buchholz, auf Dortmunder Gebiet. Es befindet sich etwa 10 km südlich der Dortmunder Innenstadt, etwa 10 km nordöstlich von Hagen und etwa 15 km nordwestlich von Iserlohn. Es befindet sich außerdem am Rande des Sauerlandes, welches die A 45 in südlicher Fahrtrichtung nach Verlassen des Kreuzes durchquert. Direkt an das Kreuz schließt der Ebberg an. Rund 2 km südlich des Dreiecks befindet sich die Ruhr.
Das Westhofener Kreuz trägt auf der A 1 die Anschlussstellennummer 86, auf der A 45 die Nummer 9.

## Bauform und Ausbauzustand
Das Autobahnkreuz wurde als Kleeblatt angelegt, ist aber asymmetrisch aufgebaut. Das südliche Ohr (A 1 aus Köln – A 45 nach Siegen) ist gestaucht, da in diesem Bereich direkt neben der Fahrbahn ein Westhofener Wohngebiet hinter einer Lärmschutzwand liegt.

## Aus- und Umbau

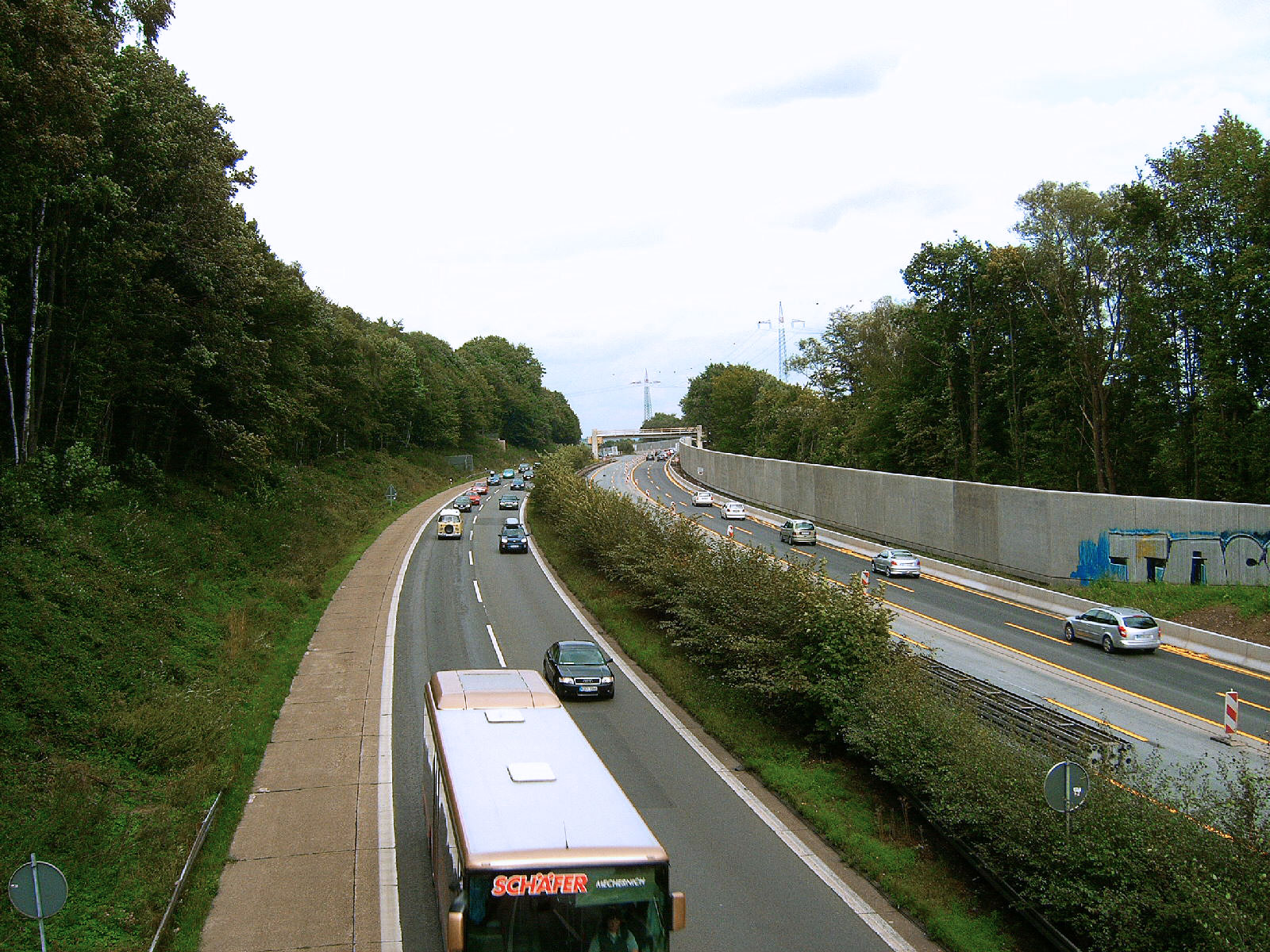
Trasse während der Umbauphase im August 2006

Seit 2009 ist die A 1 in beiden Richtungen dreispurig ausgebaut. In Fahrtrichtung Bremen wurde der Beschleunigungsstreifen von der A 45 aus Frankfurt auf ca. 1,3 km verlängert. Aus Bremen kommend besteht ab der Anschlussstelle Schwerte ein durchgehender 2,5 km langer kombinierter Beschleunigungs-/Ausfädelungsstreifen.
Die A 45 ist in Richtung Frankfurt dreispurig. In Richtung Dortmund ist die Autobahn zweispurig, wird mit dem Einfädeln der Verteilerfahrbahn hinter dem Kreuz dreispurig. Der komplette sechsstreifige Ausbau befindet sich im Bundesverkehrswegeplan 2030 in der höchsten Kategorie Vordringlicher Bedarf – Engpassbeseitigung als laufendes und fest disponiertes Projekt. 
Die direkten Verbindungsrampen sind zweispurig, die indirekten einspurig ausgeführt. Um den Verkehrsfluss zu verbessern, soll eine halbdirekte Rampe errichtet werden, über die der Verkehr von der A 1 aus Bremen kommend auf die A 45 nach Siegen geführt werden kann. Ab hier soll die A 45 dann sechsstreifig ausgebaut werden. Zudem wird seit 2025 unabhängig vom Bau der neuen Verbindungsrampe das 1961 errichtete Hauptbauwerk, das die A 1 auf vier Teilbauwerken über die A 45 führt, ersetzt.

## Verkehrsaufkommen
Das Kreuz wird täglich von rund 187.000 Fahrzeugen befahren. Dieses hohe Verkehrsaufkommen und die für heutige Verhältnisse zu kurz bemessenen Verflechtungsstreifen auf den Parallelfahrbahnen sorgen für häufige Staus und Verzögerungen.
| Von                    | Nach                      | Durchschnittliche tägliche Verkehrsstärke | Durchschnittliche tägliche Verkehrsstärke | Durchschnittliche tägliche Verkehrsstärke | Anteil Schwerlastverkehr | Anteil Schwerlastverkehr | Anteil Schwerlastverkehr |
| Von                    | Nach                      | 2005                                      | 2010                                      | 2015                                      | 2005                     | 2010                     | 2015                     |
| ---------------------- | ------------------------- | ----------------------------------------- | ----------------------------------------- | ----------------------------------------- | ------------------------ | ------------------------ | ------------------------ |
| AS Schwerte (A 1)      | Westhofener Kreuz         | 103.800                                   | 90.400                                    | 119.300                                   | 17,2 %                   | 18,0 %                   | 16,9 %                   |
| Westhofener Kreuz      | AS Hagen-Nord (A 1)       | 074.300                                   | 71.700                                    | 086.900                                   | 17,1 %                   | 18,8 %                   | 16,0 %                   |
| AS Dortmund-Süd (A 45) | Westhofener Kreuz         | 076.700                                   | 76.100                                    | keine Daten                               | 13,3 %                   | 10,1 %                   | keine Daten              |
| Westhofener Kreuz      | AS Schwerte-Ergste (A 45) | 082.400                                   | 83.400                                    | 091.500                                   | 15,0 %                   | 14,1 %                   | 12,9 %                   |